# أوقست ليندبرغ
أوقست ليندبرغ (بالسويدية: August Lindberg)‏ هو نقابي وسياسي سويدي، ولد في 6 أكتوبر 1885 في السويد، وتوفي في 15 يوليو 1966 في السويد. حزبياً، نشط في حزب العمال الديمقراطي الاشتراكي السويدي. وقد انتخب سياسي محلي ‏.